# North America 4 (2006)
North America 4 (2006) – pierwsza edycja North America 4, stworzonego przez IRB turnieju mającego za zadanie podniesienie jakości rugby w Kanadzie i Stanach Zjednoczonych. Odbyła się w dniach 20 maja – 29 lipca 2006 roku na czterech boiskach w USA i Kanadzie.

## Informacje ogólne
W finansowanych przez IRB zawodach wzięły udział cztery zespoły o charakterze reprezentacyjnym nowo utworzone we współpracy z USA Rugby i Rugby Canada: Canada East, Canada West, USA Falcons, USA Hawks. Uczestniczące drużyny rywalizowały w pierwszej fazie systemem kołowym, po czym dwie najlepsze po fazie grupowej zespoły spotkały się w finale tych rozgrywek, pozostałe dwie zaś w meczu o trzecie miejsce. Spotkania zostały rozegrane w dniach 20–27 maja w Kanadzie i 22–29 lipca 2006 roku w USA z przerwą na reprezentacyjne rozgrywki Churchill Cup 2006.
W zawodach triumfowali zawodnicy z zachodniej Kanady w finale pokonując USA Hawks, ich rodacy ze wschodu zajęli ostatecznie miejsce trzecie zwyciężając z USA Falcons.
Najwięcej punktów (78) zdobył Derek Daypuck, natomiast w klasyfikacji przyłożeń z sześcioma zwyciężył Stu Ault.

## Faza grupowa
| 20 maja 200613:00 | Canada East | 14:29 | USA Falcons | Rotary Stadium, Abbotsford |
| 20 maja 200613:00 |             | 14:29 |             | Rotary Stadium, Abbotsford |

| 20 maja 200615:00 | Canada West | 98:0 | USA Hawks | Rotary Stadium, Abbotsford |
| 20 maja 200615:00 |             | 98:0 |           | Rotary Stadium, Abbotsford |

| 24 maja 200617:30 | USA Hawks | 33:22 | USA Falcons | Thunderbird Stadium, Vancouver |
| 24 maja 200617:30 |           | 33:22 |             | Thunderbird Stadium, Vancouver |

| 24 maja 200619:30 | Canada West | 28:28 | Canada East | Thunderbird Stadium, Vancouver |
| 24 maja 200619:30 |             | 28:28 |             | Thunderbird Stadium, Vancouver |

| 27 maja 200613:00 | Canada West | 25:24 | USA Falcons | Centennial Stadium, Victoria |
| 27 maja 200613:00 |             | 25:24 |             | Centennial Stadium, Victoria |

| 27 maja 200615:00 | Canada East | 34:11 | USA Hawks | Centennial Stadium, Victoria |
| 27 maja 200615:00 |             | 34:11 |           | Centennial Stadium, Victoria |

| 22 lipca 200618:00 | USA Falcons | 25:24 | Canada East | OSU Fred Beekman Park, Columbus |
| 22 lipca 200618:00 |             | 25:24 |             | OSU Fred Beekman Park, Columbus |

| 22 lipca 200620:00 | USA Hawks | 7:46 | Canada West | OSU Fred Beekman Park, Columbus |
| 22 lipca 200620:00 |           | 7:46 |             | OSU Fred Beekman Park, Columbus |

| 26 lipca 200618:00 | USA Falcons | 45:17 | USA Hawks | OSU Fred Beekman Park, Columbus |
| 26 lipca 200618:00 |             | 45:17 |           | OSU Fred Beekman Park, Columbus |

| 26 lipca 200620:00 | Canada East | 34:18 | Canada West | OSU Fred Beekman Park, Columbus |
| 26 lipca 200620:00 |             | 34:18 |             | OSU Fred Beekman Park, Columbus |

## Mecze o miejsca

### Mecz o 3. miejsce
| 29 lipca 200618:00 | Canada East | 34:18 | USA Hawks | OSU Fred Beekman Park, Columbus |
| 29 lipca 200618:00 |             | 34:18 |           | OSU Fred Beekman Park, Columbus |

### Mecz o 1. miejsce
| 29 lipca 200620:00 | Canada West | 31:20 | USA Falcons | OSU Fred Beekman Park, Columbus |
| 29 lipca 200620:00 |             | 31:20 |             | OSU Fred Beekman Park, Columbus |